# Vladimír Darida
Vladimír Darida (phát âm tiếng Séc: [ˈvlaɟɪmiːr ˈdarɪda]; sinh ngày 8 tháng 8 năm 1990) là một cầu thủ bóng đá chuyên nghiệp người Séc thi đấu ở vị trí tiền vệ trung tâm cho câu lạc bộ Hertha BSC của Đức và đội tuyển bóng đá quốc gia Cộng hòa Séc.

## Sự nghiệp cấp câu lạc bộ
Sinh ra tại Plzeň, Darida từng chơi bóng cho Viktoria Plzeň, đồng thời có quãng thời gian cho mượn ở FK Baník Sokolov vào năm 2011. Anh gia nhập Freiburg vào năm 2013.
Ngày 2 tháng 11 năm 2014, anh ghi một bàn quả đá phạt đền và là bàn duy nhất trong trận đấu sân khách gặp 1. FC Köln để đem lại chiến thắng đầu tiên cho câu lạc bộ trong trận thứ 10 của họ tại giải quốc gia, đưa họ thoát khỏi nhóm xuống hạng.

### Hertha BSC
Darida ký hợp đồng với Hertha BSC từ câu lạc bộ bị xuống hạng Freiburg ngay trước thềm mùa giải 2015–16 với một mức phí không được tiết lộ. Anh được tặng áo số 6. Anh ngay lập tức ghi dấu ấn tại Hertha BSC với bàn thắng ngay ở trận ra mắt ở vòng một Cúp bóng đá Đức chạm trán Arminia Bielefeld, đem về chiến thắng 2–0 cho Bertha. Anh có pha kiến tạo đầu tiên trong mùa giải cho Salomon Kalou trong trận thua 3–1 trước Borussia Dortmund. Ngày 27 tháng 9 anh có được bàn thắng đầu tiên tại Bundesliga khi lập công gỡ hòa trong trận hòa 1–1 trên sân khách của Frankfurt.

## Sự nghiệp cấp đội tuyển
Ngày 28 tháng 5 năm 2012, có thông tin cho biết Darida sẽ nằm trong thành phần tuyển Séc dự Giải vô địch bóng đá châu Âu 2012. Anh là người thay thế cho hậu vệ Daniel Pudil bị chấn thương. Trong trận tứ kết gặp tuyển Bồ Đào Nha, anh có lần ra sân thứ hai và là lầu đầu tiên tại một giải đấu chính thức, chiếm vị trí đá chính của cầu thủ Tomáš Rosický bị chấn thương. Anh bị thay ra ở phút thứ 61 bởi Jan Rezek và Cộng hòa Séc nhận trận thua 1–0.

## Thống kê sự nghiệp

### Câu lạc bộ
Tính đến 4 tháng 7 năm 2020
| Câu lạc bộ         | Mùa                | Giải                           | Giải    | Giải      | Cúp     | Cúp       | Liên lục địa | Liên lục địa | Tổng cộng | Tổng cộng |
| Câu lạc bộ         | Mùa                | Hạng đấu                       | Số trận | Bàn thắng | Số trận | Bàn thắng | Số trận      | Bàn thắng    | Số trận   | Bàn thắng |
| ------------------ | ------------------ | ------------------------------ | ------- | --------- | ------- | --------- | ------------ | ------------ | --------- | --------- |
| Viktoria Plzeň     | 2009–10            | Czech First League             | 3       | 0         | 0       | 0         | 0            | 0            | 3         | 0         |
| Viktoria Plzeň     | 2010–11            | Czech First League             | 1       | 0         | 0       | 0         | 0            | 0            | 1         | 0         |
| Viktoria Plzeň     | Tổng cộng          | Tổng cộng                      | 4       | 0         | 0       | 0         | 0            | 0            | 4         | 0         |
| FK Baník Sokolov   | 2010–11            | Czech National Football League | 13      | 5         | 0       | 0         | 0            | 0            | 13        | 5         |
| Viktoria Plzeň     | 2011–12            | Czech First League             | 22      | 3         | 2       | 0         | 6            | 1            | 30        | 4         |
| Viktoria Plzeň     | 2012–13            | Czech First League             | 29      | 6         | 3       | 1         | 16           | 3            | 48        | 10        |
| Viktoria Plzeň     | 2013–14            | Czech First League             | 6       | 2         | 1       | 0         | 6            | 1            | 13        | 3         |
| Viktoria Plzeň     | Tổng cộng          | Tổng cộng                      | 57      | 11        | 6       | 1         | 28           | 5            | 91        | 17        |
| SC Freiburg        | 2013–14            | Bundesliga                     | 23      | 3         | 1       | 0         | 3            | 1            | 27        | 4         |
| SC Freiburg        | 2014–15            | Bundesliga                     | 31      | 6         | 3       | 1         | 0            | 0            | 34        | 7         |
| SC Freiburg        | Tổng cộng          | Tổng cộng                      | 54      | 9         | 4       | 1         | 3            | 1            | 61        | 11        |
| Hertha BSC         | 2015–16            | Bundesliga                     | 31      | 5         | 4       | 2         | 0            | 0            | 35        | 7         |
| Hertha BSC         | 2016–17            | Bundesliga                     | 25      | 2         | 2       | 0         | 2            | 0            | 29        | 2         |
| Hertha BSC         | 2017–18            | Bundesliga                     | 21      | 0         | 1       | 0         | 2            | 0            | 24        | 0         |
| Hertha BSC         | 2018–19            | Bundesliga                     | 10      | 0         | 1       | 0         | 0            | 0            | 11        | 0         |
| Hertha BSC         | 2019–20            | Bundesliga                     | 28      | 3         | 2       | 1         | 0            | 0            | 30        | 4         |
| Hertha BSC         | Tổng cộng          | Tổng cộng                      | 115     | 10        | 10      | 3         | 4            | 0            | 139       | 13        |
| Tổng kết sự nghiệp | Tổng kết sự nghiệp | Tổng kết sự nghiệp             | 241     | 45        | 20      | 5         | 35           | 6            | 296       | 56        |

### Cấp đội tuyển

#### Bàn thắng cho đội tuyển
Tỉ số và bàn thắng liệt kê của Cộng hòa Séc trước.
| #  | Ngày                 | Nơi tổ chức                                             | Đối thủ     | Tỉ số | Kết quả | Giải đấu                    |
| -- | -------------------- | ------------------------------------------------------- | ----------- | ----- | ------- | --------------------------- |
| 1. | 6 tháng 9 năm 2015   | Sân vận động Skonto, Riga, Latvia                       | Latvia      | 2–0   | 2–1     | Vòng loại Euro 2016         |
| 2. | 26 tháng 3 năm 2017  | Sân vận động San Marino, Serravalle, San Marino         | San Marino  | 2–0   | 6–0     | Vòng loại World Cup 2018    |
| 3. | 26 tháng 3 năm 2017  | Sân vận động San Marino, Serravalle, San Marino         | San Marino  | 6–0   | 6–0     | Vòng loại World Cup 2018    |
| 4. | 1 tháng 9 năm 2017   | Eden Arena, Praha, Cộng hòa Séc                         | Đức         | 1–1   | 1–2     | Vòng loại World Cup 2018    |
| 5. | 10 tháng 9 năm 2019  | Sân vận động Thành phố Podgorica, Podgorica, Montenegro | Montenegro  | 3–0   | 3–0     | Vòng loại Euro 2020         |
| 6. | 14 tháng 10 năm 2019 | Sân vận động Letná, Prague, Cộng hòa Séc                | Bắc Ireland | 1–3   | 2–3     | Giao hữu                    |
| 7. | 7 tháng 10 năm 2020  | AEK Arena, Larnaca, Síp                                 | Síp         | 2–1   | 2–1     | Giao hữu                    |
| 8. | 15 tháng 11 năm 2020 | Doosan Arena, Plzeň, Cộng hòa Séc                       | Israel      | 1–0   | 1–0     | UEFA Nations League 2020–21 |

## Danh hiệu

### Câu lạc bộ
Viktoria Plzeň
- Gambrinus liga: 2010–11, 2012–13
- Cúp bóng đá Séc: 2009–10
- Siêu cúp Séc: 2011

### Cấp đội tuyển
Cộng hòa Séc
- Huy chương đồng China Cup: 2018[11]

### Cá nhân
- Cầu thủ bóng đá Séc của năm: 2017